# Доншери
Доншери (фр. Donchery) насеље је и општина у североисточној Француској у региону Шампањ-Арден, у департману Ардени која припада префектури Седан.
По подацима из 2011. године у општини је живело 2328 становника, а густина насељености је износила 85,09 становника/km². Општина се простире на површини од 27,36 km². Налази се на средњој надморској висини од 151 метар.

## Демографија
| 1962. | 1968. | 1975. | 1982. | 1990. | 1999. | 2011. |
| ----- | ----- | ----- | ----- | ----- | ----- | ----- |
| 1.598 | 1.963 | 2.346 | 2.293 | 2.362 | 2.393 | 2.328 |

График промене броја становника у току последњих година